# Indi(III) nitrat
Indi(III) nitrat, có công thức hóa học là In(NO3)3. Đây là một muối nitrat của indi, thường tồn tại dưới dạng ngậm một nước (indi(III) nitrat monohydrat In(NO3)3 • H2O). Nó phản ứng với natri tungstat để tạo thành các hợp chất bao gồm In(OH)WO4, [In(OH)2]2WO4, NaInWO4 hoặc In2(WO4)3 tùy thuộc vào độ pH.